# Tour de Bulgarie 2016
Le Tour de Bulgarie 2016 est la 65e édition du Tour de Bulgarie, une course cycliste sur route par étapes qui a lieu tous les ans. 
Il fait partie de l'UCI Europe Tour 2016, dans la catégorie 2.2. Il est par conséquent ouvert à d'éventuelles équipes continentales professionnelles bulgares, aux équipes continentales, à des équipes nationales et à des équipes régionales ou de clubs. Les UCI ProTeams (première division) ne peuvent pas y participer.
Le Tour de Bulgarie 2016 se déroule du 28 août au 2 septembre 2016 entre Sofia et Troyan en Bulgarie. Il comporte 6 étapes pour un total de 899 km.

## Présentation

### Équipes
| Équipes continentales (8)- ISD-Jorbi Continental - Kolss-BDC - Minsk Cycling Club - Pedal Heaven - Tusnad - Torku Şekerspor - Unieuro Wilier - Vino 4-ever SKO Équipe nationale- Serbie |
| |

## Étapes
| Étape     | Date    | Villes étapes          | type | Distance (km) | Vainqueur d'étape  | Leader du classement général |
| --------- | ------- | ---------------------- | ---- | ------------- | ------------------ | ---------------------------- |
| 1re étape | 28 août | Sofia – Plovdiv        |      |               | Yevgeniy Gidich    | Yevgeniy Gidich              |
| 2e étape  | 29 août | Plovdiv – Kardjali     |      |               | Filippo Fiorelli   | Filippo Fiorelli             |
| 3e étape  | 30 août | Kardjali – Ivaïlovgrad |      |               | Marco Tecchio      | Marco Tecchio                |
| 4e étape  | 31 août | Ivaïlovgrad – Elena    |      |               | Oleksandr Polivoda | Marco Tecchio                |
| 5e étape  | 1 sept. | Elena – Maglij         |      |               | Alexander Alexiev  | Marco Tecchio                |
| 6e étape  | 2 sept. | Maglij – Troyan        |      |               | Vitaliy Buts       | Marco Tecchio                |

## Déroulement de la course

### Étape 1
| \| Classement de l'étape \| Classement de l'étape \| Classement de l'étape \| Classement de l'étape \| Classement de l'étape \| \| Coureur \| Coureur \| Pays \| Équipe \| Temps \| \| --------------------- \| --------------------- \| --------------------- \| --------------------- \| --------------------- \| \| 1er \| Yevgeniy Gidich \| Kazakhstan \| Vino 4-ever SKO \| 4 h 37 min 02 s \| \| 2e \| Matteo Malucelli \| Italie \| Unieuro Wilier \| + 0 s \| \| 3e \| Martin Otoničar \| Slovénie \| \| + 0 s \| |                  |            |                 |                 |
| |                  |            |                 |                 |
| |                  |            |                 |                 |
| Classement de l'étape |                  |            |                 |                 |
| Coureur | Coureur          | Pays       | Équipe          | Temps           |
| 1er | Yevgeniy Gidich  | Kazakhstan | Vino 4-ever SKO | 4 h 37 min 02 s |
| 2e | Matteo Malucelli | Italie     | Unieuro Wilier  | + 0 s           |
| 3e | Martin Otoničar  | Slovénie   |                 | + 0 s           |

| \| Classement général \| Classement général \| Classement général \| Classement général \| Classement général \| \| Coureur \| Coureur \| Pays \| Équipe \| Temps \| \| ------------------ \| ------------------ \| ------------------ \| ------------------ \| ------------------ \| \| 1er \| Yevgeniy Gidich \| Kazakhstan \| Vino 4-ever SKO \| 4 h 36 min 52 s \| \| 2e \| Matteo Malucelli \| Italie \| Unieuro Wilier \| + 4 s \| \| 3e \| Martin Otoničar \| Slovénie \| \| + 6 s \| |                  |            |                 |                 |
| |                  |            |                 |                 |
| |                  |            |                 |                 |
| Classement général |                  |            |                 |                 |
| Coureur | Coureur          | Pays       | Équipe          | Temps           |
| 1er | Yevgeniy Gidich  | Kazakhstan | Vino 4-ever SKO | 4 h 36 min 52 s |
| 2e | Matteo Malucelli | Italie     | Unieuro Wilier  | + 4 s           |
| 3e | Martin Otoničar  | Slovénie   |                 | + 6 s           |

### Étape 2
| \| Classement de l'étape \| Classement de l'étape \| Classement de l'étape \| Classement de l'étape \| Classement de l'étape \| \| Coureur \| Coureur \| Pays \| Équipe \| Temps \| \| --------------------- \| ---------------------- \| --------------------- \| --------------------- \| --------------------- \| \| 1er \| Filippo Fiorelli \| Italie \| Delio Gallina-Colosio \| 2 h 05 min 30 s \| \| 2e \| Mykhailo Kononenko \| Ukraine \| Kolss-BDC \| + 0 s \| \| 3e \| Sergio Pérez Gutierrez \| Espagne \| \| + 0 s \| |                        |         |                       |                 |
| |                        |         |                       |                 |
| |                        |         |                       |                 |
| Classement de l'étape |                        |         |                       |                 |
| Coureur | Coureur                | Pays    | Équipe                | Temps           |
| 1er | Filippo Fiorelli       | Italie  | Delio Gallina-Colosio | 2 h 05 min 30 s |
| 2e | Mykhailo Kononenko     | Ukraine | Kolss-BDC             | + 0 s           |
| 3e | Sergio Pérez Gutierrez | Espagne |                       | + 0 s           |

| \| Classement général \| Classement général \| Classement général \| Classement général \| Classement général \| \| Coureur \| Coureur \| Pays \| Équipe \| Temps \| \| ------------------ \| ---------------------- \| ------------------ \| --------------------- \| ------------------ \| \| 1er \| Filippo Fiorelli \| Italie \| Delio Gallina-Colosio \| 6 h 42 min 22 s \| \| 2e \| Mykhailo Kononenko \| Ukraine \| Kolss-BDC \| + 4 s \| \| 3e \| Sergio Pérez Gutierrez \| Espagne \| \| + 6 s \| |                        |         |                       |                 |
| |                        |         |                       |                 |
| |                        |         |                       |                 |
| Classement général |                        |         |                       |                 |
| Coureur | Coureur                | Pays    | Équipe                | Temps           |
| 1er | Filippo Fiorelli       | Italie  | Delio Gallina-Colosio | 6 h 42 min 22 s |
| 2e | Mykhailo Kononenko     | Ukraine | Kolss-BDC             | + 4 s           |
| 3e | Sergio Pérez Gutierrez | Espagne |                       | + 6 s           |

### Étape 3
| \| Classement de l'étape \| Classement de l'étape \| Classement de l'étape \| Classement de l'étape \| Classement de l'étape \| \| Coureur \| Coureur \| Pays \| Équipe \| Temps \| \| --------------------- \| --------------------- \| --------------------- \| --------------------- \| --------------------- \| \| 1er \| Marco Tecchio \| Italie \| \| 3 h 50 min 36 s \| \| 2e \| Simone Ravanelli \| Italie \| Unieuro Wilier \| + 0 s \| \| 3e \| Onur Balkan \| Turquie \| \| + 1 min 08 s \| |                  |         |                |                 |
| |                  |         |                |                 |
| |                  |         |                |                 |
| Classement de l'étape |                  |         |                |                 |
| Coureur | Coureur          | Pays    | Équipe         | Temps           |
| 1er | Marco Tecchio    | Italie  |                | 3 h 50 min 36 s |
| 2e | Simone Ravanelli | Italie  | Unieuro Wilier | + 0 s           |
| 3e | Onur Balkan      | Turquie |                | + 1 min 08 s    |

| \| Classement général \| Classement général \| Classement général \| Classement général \| Classement général \| \| Coureur \| Coureur \| Pays \| Équipe \| Temps \| \| ------------------ \| ------------------ \| ------------------ \| ------------------ \| ------------------ \| \| 1er \| Marco Tecchio \| Italie \| \| 10 h 32 min 58 s \| \| 2e \| Simone Ravanelli \| Italie \| Unieuro Wilier \| + 1 min 27 s \| \| 3e \| Zhandos Bizhigitov \| Kazakhstan \| Vino 4-ever SKO \| + 1 min 41 s \| |                    |            |                 |                  |
| |                    |            |                 |                  |
| |                    |            |                 |                  |
| Classement général |                    |            |                 |                  |
| Coureur | Coureur            | Pays       | Équipe          | Temps            |
| 1er | Marco Tecchio      | Italie     |                 | 10 h 32 min 58 s |
| 2e | Simone Ravanelli   | Italie     | Unieuro Wilier  | + 1 min 27 s     |
| 3e | Zhandos Bizhigitov | Kazakhstan | Vino 4-ever SKO | + 1 min 41 s     |

### Étape 4
| \| Classement de l'étape \| Classement de l'étape \| Classement de l'étape \| Classement de l'étape \| Classement de l'étape \| \| Coureur \| Coureur \| Pays \| Équipe \| Temps \| \| --------------------- \| --------------------- \| --------------------- \| --------------------- \| --------------------- \| \| 1er \| Oleksandr Polivoda \| Ukraine \| Kolss-BDC \| 5 h 51 min 08 s \| \| 2e \| Martín Lestido \| Espagne \| \| + 1 min 26 s \| \| 3e \| Alexander Alexiev \| Bulgarie \| \| + 1 min 27 s \| |                    |          |           |                 |
| |                    |          |           |                 |
| |                    |          |           |                 |
| Classement de l'étape |                    |          |           |                 |
| Coureur | Coureur            | Pays     | Équipe    | Temps           |
| 1er | Oleksandr Polivoda | Ukraine  | Kolss-BDC | 5 h 51 min 08 s |
| 2e | Martín Lestido     | Espagne  |           | + 1 min 26 s    |
| 3e | Alexander Alexiev  | Bulgarie |           | + 1 min 27 s    |

| \| Classement général \| Classement général \| Classement général \| Classement général \| Classement général \| \| Coureur \| Coureur \| Pays \| Équipe \| Temps \| \| ------------------ \| ------------------ \| ------------------ \| ------------------ \| ------------------ \| \| 1er \| Marco Tecchio \| Italie \| \| 16 h 26 min 18 s \| \| 2e \| Simone Ravanelli \| Italie \| Unieuro Wilier \| + 1 min 27 s \| \| 3e \| Zhandos Bizhigitov \| Kazakhstan \| Vino 4-ever SKO \| + 1 min 27 s \| |                    |            |                 |                  |
| |                    |            |                 |                  |
| |                    |            |                 |                  |
| Classement général |                    |            |                 |                  |
| Coureur | Coureur            | Pays       | Équipe          | Temps            |
| 1er | Marco Tecchio      | Italie     |                 | 16 h 26 min 18 s |
| 2e | Simone Ravanelli   | Italie     | Unieuro Wilier  | + 1 min 27 s     |
| 3e | Zhandos Bizhigitov | Kazakhstan | Vino 4-ever SKO | + 1 min 27 s     |

### Étape 5
| \| Classement de l'étape \| Classement de l'étape \| Classement de l'étape \| Classement de l'étape \| Classement de l'étape \| \| Coureur \| Coureur \| Pays \| Équipe \| Temps \| \| --------------------- \| --------------------- \| --------------------- \| --------------------- \| --------------------- \| \| 1er \| Alexander Alexiev \| Bulgarie \| \| 1 h 48 min 23 s \| \| 2e \| Feritcan Şamlı \| Turquie \| Torku Şekerspor \| + 3 s \| \| 3e \| Vitaliy Buts \| Ukraine \| Kolss-BDC \| + 51 s \| |                   |          |                 |                 |
| |                   |          |                 |                 |
| |                   |          |                 |                 |
| Classement de l'étape |                   |          |                 |                 |
| Coureur | Coureur           | Pays     | Équipe          | Temps           |
| 1er | Alexander Alexiev | Bulgarie |                 | 1 h 48 min 23 s |
| 2e | Feritcan Şamlı    | Turquie  | Torku Şekerspor | + 3 s           |
| 3e | Vitaliy Buts      | Ukraine  | Kolss-BDC       | + 51 s          |

| \| Classement général \| Classement général \| Classement général \| Classement général \| Classement général \| \| Coureur \| Coureur \| Pays \| Équipe \| Temps \| \| ------------------ \| ------------------ \| ------------------ \| ------------------ \| ------------------ \| \| 1er \| Marco Tecchio \| Italie \| \| 18 h 15 min 32 s \| \| 2e \| Simone Ravanelli \| Italie \| Unieuro Wilier \| + 1 min 27 s \| \| 3e \| Zhandos Bizhigitov \| Kazakhstan \| Vino 4-ever SKO \| + 1 min 49 s \| |                    |            |                 |                  |
| |                    |            |                 |                  |
| |                    |            |                 |                  |
| Classement général |                    |            |                 |                  |
| Coureur | Coureur            | Pays       | Équipe          | Temps            |
| 1er | Marco Tecchio      | Italie     |                 | 18 h 15 min 32 s |
| 2e | Simone Ravanelli   | Italie     | Unieuro Wilier  | + 1 min 27 s     |
| 3e | Zhandos Bizhigitov | Kazakhstan | Vino 4-ever SKO | + 1 min 49 s     |

### Étape 6
| \| Classement de l'étape \| Classement de l'étape \| Classement de l'étape \| Classement de l'étape \| Classement de l'étape \| \| Coureur \| Coureur \| Pays \| Équipe \| Temps \| \| --------------------- \| --------------------- \| --------------------- \| --------------------- \| --------------------- \| \| 1er \| Vitaliy Buts \| Ukraine \| Kolss-BDC \| 3 h 13 min 34 s \| \| 2e \| Filippo Fiorelli \| Italie \| Delio Gallina-Colosio \| + 0 s \| \| 3e \| Yevgeniy Gidich \| Kazakhstan \| Vino 4-ever SKO \| + 0 s \| |                  |            |                       |                 |
| |                  |            |                       |                 |
| |                  |            |                       |                 |
| Classement de l'étape |                  |            |                       |                 |
| Coureur | Coureur          | Pays       | Équipe                | Temps           |
| 1er | Vitaliy Buts     | Ukraine    | Kolss-BDC             | 3 h 13 min 34 s |
| 2e | Filippo Fiorelli | Italie     | Delio Gallina-Colosio | + 0 s           |
| 3e | Yevgeniy Gidich  | Kazakhstan | Vino 4-ever SKO       | + 0 s           |

### Classement Général Final
| \| Classement général \| Classement général \| Classement général \| Classement général \| Classement général \| \| Coureur \| Coureur \| Pays \| Équipe \| Temps \| \| ------------------ \| ------------------ \| ------------------ \| ------------------ \| ------------------ \| \| 1er \| Marco Tecchio \| Italie \| \| 21 h 29 min 06 s \| \| 2e \| Simone Ravanelli \| Italie \| Unieuro Wilier \| + 1 min 27 s \| \| 3e \| Zhandos Bizhigitov \| Kazakhstan \| Vino 4-ever SKO \| + 1 min 49 s \| |                    |            |                 |                  |
| |                    |            |                 |                  |
| |                    |            |                 |                  |
| Classement général |                    |            |                 |                  |
| Coureur | Coureur            | Pays       | Équipe          | Temps            |
| 1er | Marco Tecchio      | Italie     |                 | 21 h 29 min 06 s |
| 2e | Simone Ravanelli   | Italie     | Unieuro Wilier  | + 1 min 27 s     |
| 3e | Zhandos Bizhigitov | Kazakhstan | Vino 4-ever SKO | + 1 min 49 s     |

### UCI Europe Tour
Le Tour de Bulgarie attribue des points pour le classement UCI Europe Tour 2016

#### Étape
| Position | Leader | 1er | 2e | 3e |
| -------- | ------ | --- | -- | -- |
| PTS UCI  | 1      | 7   | 3  | 1  |

#### Général
| Position | 1er | 2e | 3e | 4e | 5e | 6e | 7e | 8e | 9e | 10e |
| -------- | --- | -- | -- | -- | -- | -- | -- | -- | -- | --- |
| PTS UCI  | 40  | 30 | 25 | 20 | 15 | 10 | 5  | 3  | 3  | 3   |